# 箕作家
箕作家（みつくりけ）は、親族に学者が多いことで知られる日本の家系のひとつ。
学者一族としての箕作家は近世の蘭学者箕作阮甫から始まる。阮甫の子孫や婿の系列にも著名な学者も多い。
なお、現在の箕作家当主は学者ではなく、箕作本家の学者一家の伝統は途切れている。

## 先祖
箕作家は宇多源氏佐々木氏の支流を称し、戦国時代に六角定頼が、近江国箕作城（現在の滋賀県東近江市五個荘山本町）に住んで箕作弾正を称したのに始まるという。その後箕作家は美作国に移り現在の岡山県美作市楢原に住み、箕作貞辨の代に医家となった。

### 箕作家の著名人
近世箕作家の祖、阮甫は男子に恵まれなかった。そこで阮甫は優れた弟子を婿養子に迎え、また他の女子を弟子の優れたものに嫁がせた。それらの弟子が学者になることが多かったため、結果的に箕作家は女系を通じて、学術分野の多くの人材とつながる現象が生じた。
科学雑誌『Newton』の編集長で地球科学者の水谷仁は同誌の連載「学問の歩きオロジー」において「子供を教育するのは、その親の本分であることをみんな忘れてしまっている」という箕作秋坪（阮甫の弟子で婿養子）の言葉を引用した上で「箕作家では少なくとも親、祖父が子供を熱心に教育していたのが知られていますから、この秋坪の言葉には重みがあります」と語っている。箕作家は家庭での教育の重要性も知っており、そのことが多くの学者を輩出した事由の一つであると考えられる。
たとえば、土星型原子モデルを提唱した理論物理学者長岡半太郎は娘婿であり、電子線回折実験で世界的に有名な実験物理学者菊池正士は女系子孫、天皇機関説を主張した法学者美濃部達吉は女系子孫の娘婿である。
また、箕作元八は、昭和天皇が1972年3月8日付のニューヨークタイムズのインタビューに答えた記事に、『裕仁は「自身の人生と知的発達にもっとも影響を与えた人物は、ドイツで学んだあとに日本の西洋史の権威となった日本人教授、箕作元八である。」と打ち明けた。天皇は「箕作元八の著書は、何年か前に私に西洋史の傾向や西洋の民主主義を理解することの重要性を証明してくれた。そして、私の勅書においても、具体的なアイデアの速やかな採用に貢献した。」と述べた。』と紹介されて世界的に有名になった人物。
その他、以下の項目で詳説する。

## 箕作男爵家
阮甫は妻・といとの間に4女をもうけたものの、男子が無かった。
長女・せきは弟子の山田黄石に嫁がせ、黄石は後に呉と改姓、呉家の祖となった。
三女・つねと四女・しん（ちま）には弟子を婿養子として迎えた（次女は夭折）。
2人の婿養子のうち、しんの夫・箕作省吾が夭折したので省吾の長男・箕作麟祥が秋坪とともに嗣子となった。1854年（安政元年）に阮甫は秋坪に家督を譲って隠居し、麟祥を連れて分家した。これが箕作男爵家の始まりである（当時は華族制度もなく、「男爵」ではない）。
阮甫の死後・麟祥が箕作男爵家の当主となった。麟祥は死に際して男爵を贈られたため以降は箕作男爵家が箕作一族の本家となった。麟祥の長男・泰一と次男・正次郎はともに夭折したため麟祥の死後三男・祥三が家督と爵位を継いだ。だが祥三も夭折したため異母弟の俊夫（麟祥の四男）が男爵箕作家の3代目（阮甫から数え4代目）当主となった。
なお麟祥の長女・貞子は石川千代松に、三女・操子は長岡半太郎に嫁いだ。
俊夫の死後家督と爵位は、長男・祥一が継ぎ敗戦に至った。祥一（元日本大学農獣医学部教授）の死後は、その弟・俊次（俊夫の次男）が箕作本家の当主となり、2011年現在の当主は俊次の長男・有俊である。なお、俊次・有俊の親子は共に学問以外の道を歩んだため、ここに至って箕作家の学者家系としての伝統は絶たれたといえる。ただ祥一の娘で近江家に嫁いだ禎子が医学の道に進み、東京慈恵会医科大学麻酔科教授になっている。祥一の妻すなわち禎子の母は養命酒製造の第4代及び第6代社長を務めた塩澤友茂の次女。

## 箕作秋坪家
箕作阮甫三女・つねの婿養子・箕作秋坪から連なる家系。秋坪には、長男奎吾、次男大麓、三男佳吉、四男元八がいた。
このうち、長男の箕作奎吾は明治維新後に家督を引き継ぐが夭折したため、四男元八が秋坪家の3代目当主となった。次男・大麓は、菊池家（父秋坪の実家）に養子入りした。三男・佳吉は、分家した（別項参照）。長女・直子は坪井正五郎に嫁ぎ2男2女を産んだ。
3代目箕作元八には秋吉・豊三・洋輔の3人の男子がおり、長男の箕作秋吉が4代目当主となった。元八の次男・豊三夭折し、三男・洋輔は分家した。

## 箕作佳吉家
箕作秋坪の三男・佳吉から始まる家系。箕作佳吉は5人の男子があったが長男・阮一、三男・順三、四男・矩雄が夭折したので、佳吉の死後、次男・良次が2代目当主となった。五男・新六は分家した。新六の妻は穂積八束の三女である。なお佳吉の長女も夭折、次女・花子は吉阪俊蔵に嫁いだ。

## 姻戚関係にある家系
箕作家は娘を優秀な学者に嫁がせる傾向にある。また実業界や軍人の家系にも姻戚関係がある。ここでは箕作家と直接繋がっている家系について述べる。

### 呉家
呉家は山田黄石が改姓して始まった家系であり、黄石には箕作阮甫の長女・せきが後妻として嫁いでいる。
長男・文聰は統計学者。次男・半三は夭折。三男・秀三は日本の精神医学の草分けとして知られる。三女・リキは書家の日高秩父に嫁いでいる。文聰の長男・建は医学博士の学位をもつ心臓病学者で、文聰の次男・文炳は経済学者で日本大学第4代総長。秀三の長男・茂一は、西洋古典文学の研究者である。病理学者の木村男也と官僚の三浦義男は秀三の娘婿である。日高秩父・リキ夫妻の四男・第四郎は教育学者で元文部事務次官。同じく元文部事務次官で教育評論家の木田宏は日高第四郎の娘婿。

### 長岡家
長岡家の長岡半太郎（物理学者）には、箕作麟祥の三女・操子が嫁いでいる。
半太郎は土星型原子モデルを提唱したことで有名である。半太郎の長男・治男は元理化学研究所理事長、次男・正男は日本光学工業社長、四男・順吉は元東京水産大学教授、嵯峨根家の養子となった五男・遼吉は実験物理学者である。嵯峨根は岡谷鋼機のオーナー一族の10代目・岡谷惣助の娘と結婚しているため箕作家は長岡家・嵯峨根家を通じて岡谷鋼機の創業者一族・岡谷家と姻戚関係にあり、箕作家が学者一族のみならず実業界の名門家系の縁戚となっていることがわかる。

### 大島家
麟祥の四男・俊夫の妻・長江の実家が、大島家である。
長江は陸軍中将・大島健一の長女。なお長江の兄は、陸軍中将の大島浩（駐ドイツ大使、日独伊三国同盟の立役者）である。

### 菊池家
菊池家の次男秋坪が箕作阮甫の婿養子となり箕作秋坪となる。しかし菊池家に嗣子が無かったため、逆に秋坪の次男大麓が菊池家の養嗣子となった。すなわち菊池大麓の母は箕作阮甫の娘である。
菊池大麓は日本での近代西洋数学史上の最初期の数学者で、科学行政家としても活躍した。大麓の四男は物理学者・菊池正士である。
大麓の娘婿として、天皇機関説で有名な美濃部達吉（憲法学者）と鳩山和夫の次男・秀夫（鳩山一郎の弟で民法学者）、労働法の権威・末弘厳太郎がいる。経済学者で東京都知事を務めた美濃部亮吉は達吉の長男。

### 吉阪家
吉阪家の吉阪俊蔵（大正昭和期の官僚）には、箕作佳吉の次女・花子が嫁いでいる。
俊蔵の長男・吉阪隆正は建築家である。

### 坪井家
坪井家の坪井正五郎（自然人類学者）には、秋坪の長女・直子が嫁いでいる。
正五郎の長男・誠太郎は地質学者、次男・忠二は寺田寅彦門下の地球物理学者である。誠太郎の妻は天文学者・平山信の長女。化学者の坪井正道は誠太郎の長男。忠二の妻は医学者・島薗順次郎の長女。坪井忠二の娘が安川第五郎の四男で医師の幾島明に嫁いでおり、島薗の三女、すなわち忠二の妻の妹が5代目武田長兵衛の息子・武田敬之助に嫁いでいる。故に坪井家及び島薗家の係累をたどると安川電機の創業者一族・安川家や武田薬品工業の創業者一族・武田家に繋がっており、岡谷家との閨閥同様箕作家が実業界の名門家系を係累としているのがみられる。翻訳家の幾島幸子、中国近現代史研究者の川島真は忠二の孫にあたる。

### 石川家
石川家の石川千代松（動物学者）には、麟祥の長女・貞子が嫁いでいる。
千代松・貞子夫妻の長女は天文学者・寺尾寿の次男で動物学者の寺尾新に嫁いでいるが、寺尾寿の弟子・平山信も坪井家を通じて箕作家と姻戚関係にあるので、寺尾・平山の師弟はともに箕作家と姻戚関係にあるといえる。千代松・貞子夫妻の長男・欣一はジャーナリスト・翻訳家・評論家として活動したが欣一の妻は寺尾寿の姪なので、寺尾家は石川家と二重の姻戚関係にある。千代松の姉の孫・南博は社会心理学者である。

### 塩澤家
箕作祥一の妻・千代子の実家が、塩澤家である。塩澤家は養命酒製造のオーナー一族である。箕作家は既述のように岡谷家・安川家・武田家といった実業界の名門家系とも姻戚関係を結んでいるが、これらの家系と異なり箕作家と塩澤家は直接閨閥で繋がっている。
千代子の父・友茂は養命酒製造の第4代及び第6代社長、叔父・正治が同社第5代社長。第8代社長の塩澤護は千代子の兄。養命酒製造現社長の塩澤太朗は護の長男で、千代子の甥にあたる。
なお千代子の実家は塩澤家の分家筋にあたるが、塩澤家の本家からは養命酒製造初代社長の塩澤貞雄やその弟で文芸評論家の中沢臨川、貞雄・臨川兄弟の弟で海軍大将の塩澤幸一、貞雄の息子で養命酒製造第7代社長の塩澤総らを輩出している。貞雄・臨川・幸一の兄弟は千代子の父・友茂の又従兄にあたる。
祥一と千代子の長女、近江禎子は、東京慈恵会医科大学麻酔科学教授である。